# Pecos Bill
Pour les articles homonymes, voir Pecos Bill (homonymie).
Pecos Bill est un cow-boy américain apocryphe immortalisé dans de nombreuses légendes et histoires de l'Ouest américain durant la période de l'expansion vers l'Ouest du territoire américain.

## Historique de la publication
Les premiers récits évoquant ce personnage ont été publiés en 1917 par Edward « Tex » O'Reilly pour The Century Magazine, et réimprimés en 1923 dans le livre Saga of Pecos Bill. O'Reilly a déclaré que ces récits faisaient partie d'une tradition orale des contes racontés par des cow-boys au cours de l'expansion vers l'Ouest vers le sud-ouest du Texas, le Nouveau-Mexique, le sud de la Californie et l'Arizona.
Le folkloriste américain Richard M. Dorson constate pourtant que O'Reilly a inventé ces histoires faisant d'elles des fakelore. De même, les autres écrivains qui reprirent ces histoires ne firent que reprendre les contes d'O'Reilly ou ajoutèrent des aventures de leur propre invention. 
On doit un des meilleurs recueils connus sur Pecos Bill à James Cloyd Bowman : Pecos Bill: The Greatest Cowboy of All Time (1937), qui a remporté la médaille Newbery en 1938.
Entre 1929 et 1938, Edward O'Reilly sera coauteur d'une bande dessinée avec le dessinateur Jack A. Warren, également connu sous le nom Alonzo Vincent Warren. Lorsque O'Reilly meurt en 1938, Warren commence une bande intitulée Pecos Pete'. Une bande dessinée du même nom est publiée en Italie à partir de 1949 et devient rapidement une des séries de western les plus durables de la péninsule.
« Pecos Bill » était aussi le surnom, pendant la guerre de Sécession, du général William Rufus Shafter, bien qu'il soit d'une époque antérieure à la légende créée par O'Reilly.

## Biographe du personnage

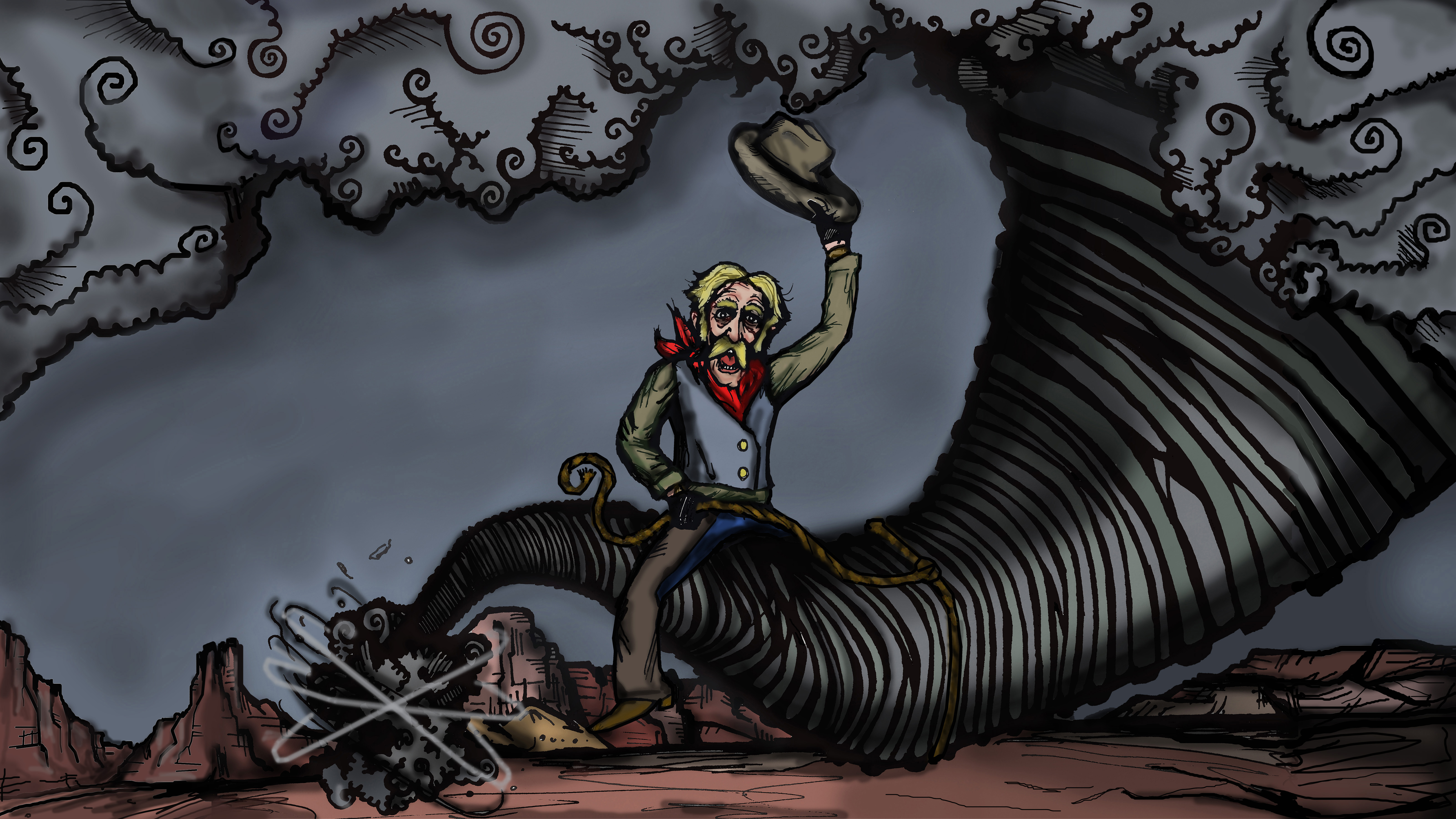
Illustration représentant Pecos Bill chevauchant une tornade avec un lasso pour l'arrêter.

Selon la légende, Pecos Bill est né au Texas dans les années 1830. Benjamin d'une fratrie de 18 enfants, la famille se déplaçait dans un wagon couvert quand il tomba à leur insu près de la rivière Pecos (qui lui donnera son surnom). Il est alors recueilli et élevé par une meute de coyotes. Des années plus tard, il est retrouvé par son vrai frère, qui réussit à le convaincre qu'il n'est pas un coyote.
Plusieurs légendes et récits racontent les exploits réalisé par ce héros de l'Ouest. On dit par exemple qu'il utilise un serpent à sonnettes nommé « Shake » comme lasso et un autre serpent comme petit fouet. Son cheval, Widow-Maker (aussi appelé Lightning), est nommé ainsi parce qu'aucun autre homme ne pouvait le monter et survivre. En France, ce cheval est un mustang appelé Cyclone. Il est également dit dans la légende que Pecos montait parfois un puma au lieu d'un cheval. 
Tout comme Paul Bunyan et John Henry, Pecos Bill est décrit comme un géant.
Il est dit que Pecos Bill est mort de rire. Dans l'histoire de The Death of Pecos Bill, Pecos Bill est dans un bar quand un soi-disant garçon de la ville arrive avec des chaussures et un costume en peau d'alligator. Pecos Bill trouve cela amusant et se met à rire jusqu'à la mort. Une autre version de la légende prétend qu'il serait mort après avoir avalé du fil barbelé avec de la nitroglycérine.

## Adaptation dans d'autres médias
- En 1948, Pecos Bill apparait au cinéma dans le film d'animation Mélodie Cocktail de Disney.
- En 1983, Pecos Bill est l'un des deux personnages d'une courte pièce, sous forme de théâtre chantant, écrite par Sam Shepard nommé The Sad Lament of Pecos Bill on the Eve of Killing his Wife.
- En 1995, le personnage est interprété par Patrick Swayze dans le film Les Légendes de l'Ouest.
- En mars 1991, pour le cinquantenaire du personnage de bande dessinée Captain America, une aventure intitulée « Au rang des légendes » écrite par Mark Gruenwald et dessinée par Ron Lim, montre Captain America atterrir dans un monde parallèle où il croise toutes les légendes des États-Unis, dont Pecos Bill.